# Bogusław Cupiał
Bogusław Cupiał (* 29. Juni 1956 in Sławków) ist ein polnischer Unternehmer und Eigentümer des Fußballclubs von Wisła Krakau. Als Besitzer der Tele-Fonika Kable S.A. gehört er zu den reichsten Polen. Sein Vermögen wurde in der jährlich aktualisierten Reichen-Liste der polnischen Ausgabe der Zeitschrift Forbes im Jahr 2013 auf rund 500 Millionen Euro geschätzt. Er gilt als reichster Mann der polnischen Woiwodschaft Małopolska.

## Leben
Cupiał besuchte die Schule in Sławków und ein Eisenbahner-Technikum in Sosnowiec. Im Anschluss arbeitete er in einem Farbengeschäft. 

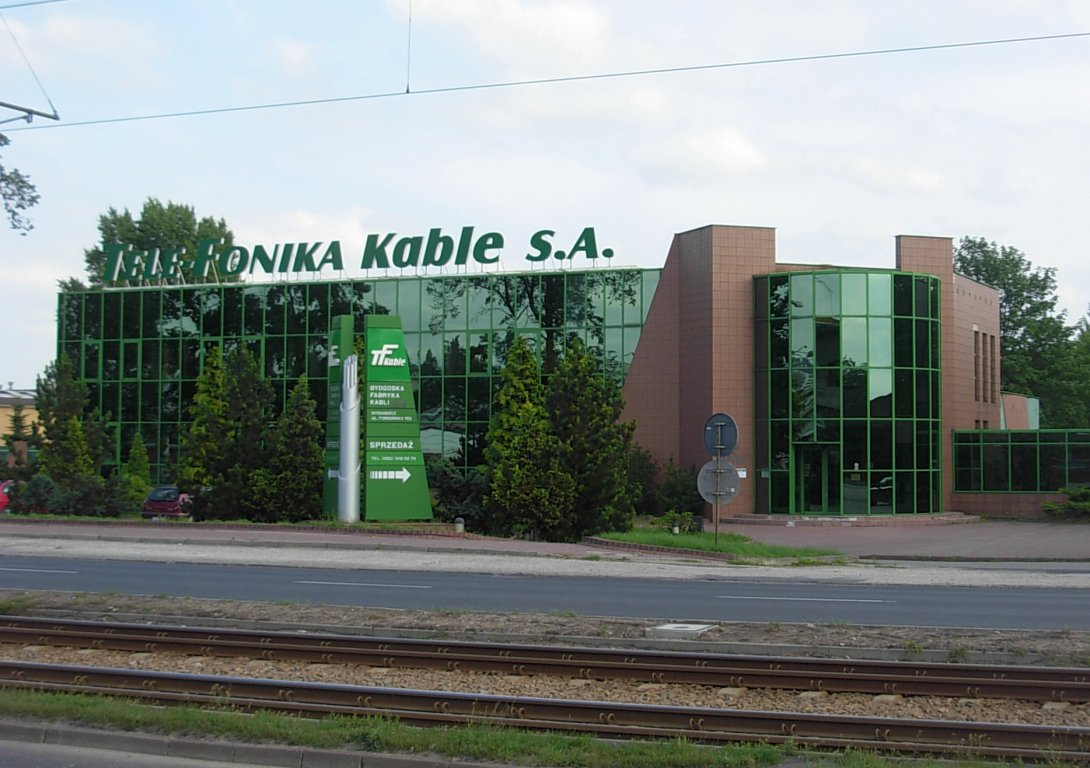
Tele-Fonika-Bürogebäude in Bydgoszcz

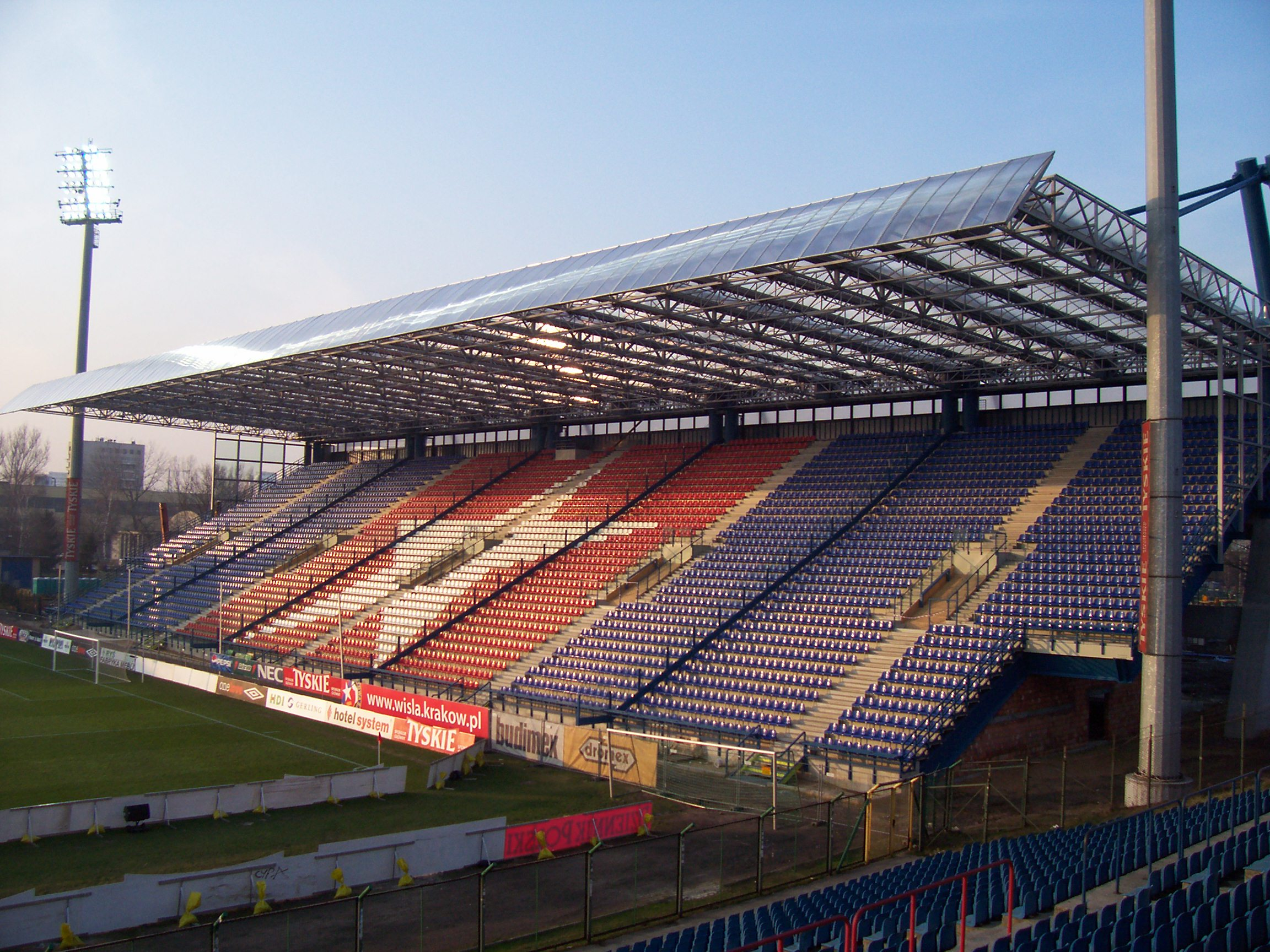
Nordtribüne des Fußballstadions von Wisła Kraków

### Tele-Fonika
Im Jahr 1992 gründete er mit Zbigniew Urban und Stanisław Ziętek in Myślenice eine Fabrikation für Kabel unter der Firma Tele-Fonika. Das Unternehmen beschäftigte Behinderte und erhielt so einen Sonderstatus (Zakład pracy chronionej) bei öffentlichen Auftragsvergaben. Dank dieser Sonderstellung und aufgrund der robusten Konjunktur der Folgejahre in Polen, entwickelte sich das junge Unternehmen schnell. In Folge übernahm die Tele-Fonika Mehrheiten an anderen großen Unternehmen der Branche: 1998 bei der Krakowska Fabryka Kabli S.A. und im Jahr 2002 bei der Elektrim Kable Polski S.A. Damit war das Unternehmen die Nr. 1 in Polen.
Im Jahr 2007 wurde die Enej – Elektrokabel in Tschernihiw (Ukraine) übernommen. Im selben Jahr wurde auch eine serbische Kabelfabrik, die Zajecar d.o.o., in die Gruppe eingegliedert. Heute ist die Tele-Fonika Kable S.A. der größte Kabelproduzent Mittel- und Osteuropas, der sieben Produktionsstätten in Polen und im europäischen Ausland unterhält. Tele-Fonika verkabelte unter anderem das Wembley-Stadion und den Heathrow-Flughafen bei London. Für das Stadion Narodowy in Warschau wurde ein Hochspannungs-Spezialkabel für 110 Kilovolt in Lichtwellenleiter-Technologie entwickelt. Spezialisiert hat das Unternehmen sich auch auf die Verkabelung von Windparkanlagen.

### Wisła Kraków
1998 übernahm der Fußballfan Cupiał mit der Tele-Fonika die verschuldete Fußballabteilung des Krakauer Sportvereins, die seitdem unter Wisła Kraków S.A. firmiert. Mit seiner Hilfe konnten die Schulden abgebaut und eine der besten polnischen Mannschaften aufgebaut werden. Der Fußballclub wurde in den folgenden Jahren mehrfach polnischer Meister (Ekstraklasa).